# Rhabdophis chrysargos
Rhabdophis chrysargos е вид влечуго от семейство Смокообразни (Colubridae).

## Разпространение
Видът е разпространен в Бруней, Виетнам, Индонезия (Бали, Калимантан, Малки Зондски острови, Малуку, Папуа, Суматра и Ява), Камбоджа, Лаос, Малайзия, Мианмар, Тайланд и Филипини.